# Comtat de Blekinge
Blekinge, o Blekinge län és un comtat or län del sud de Suècia. Fa frontera amb els comtats d'Escània, Kronoberg, Kalmar i el Mar Bàltic. Comprèn cinc municipis:

## Municipis
- Olofström
- Sölvesborg
- Karlshamn
- Ronneby
- Karlskrona